# Schwebebahnstation Völklinger Straße
| Völklinger Straße  | Völklinger Straße   |
| ------------------ | ------------------- |
|                    |                     |
| Eröffnung:         | 27. Juni 1903       |
| Neubau:            | 2011–2012           |
| Stadtteil:         | Barmen              |
| Lage:              | Wasserstrecke       |
| Anschrift:         | Völklinger Straße 4 |
| Stationsnummer:    | 14                  |
| Streckenkilometer: | 9,2                 |
| Stützen:           | 328–329             |
| Ehemaliger Name:   | Kaiserbrücke        |

Die Schwebebahnstation Völklinger Straße ist eine Station der Wuppertaler Schwebebahn im Stadtbezirk Barmen der Stadt Wuppertal. Sie liegt auf der Wasserstrecke zwischen den Schwebebahnstationen Landgericht (Richtung Vohwinkel) und Loher Brücke (Richtung Oberbarmen).
Im Zuge der Schwebebahnmodernisierung wurde die Station 2011 bis 2012 komplett neu errichtet.

## Lage, Architektur und Geschichte

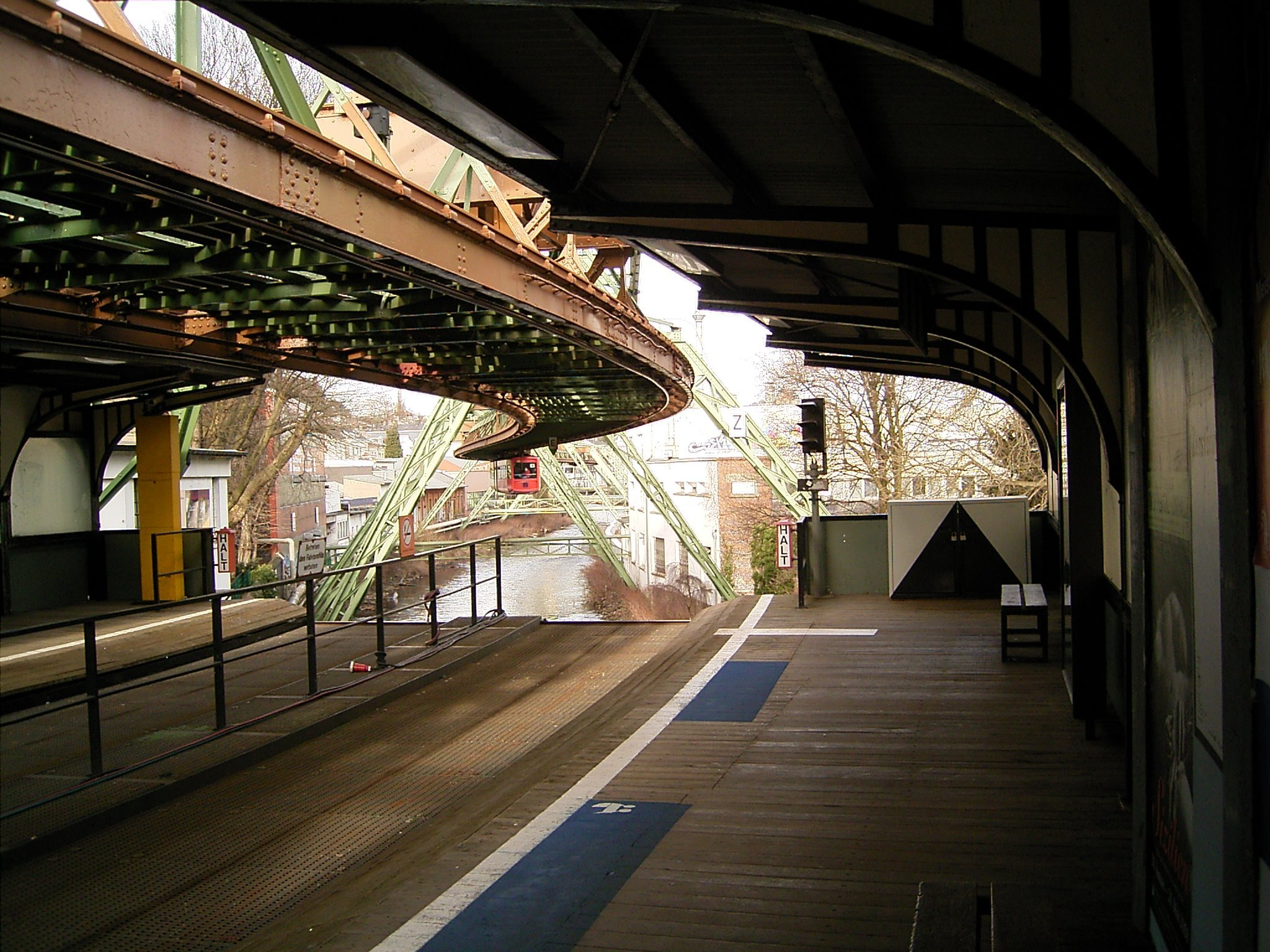
Bahnsteig des alten Schwebebahnhofs (2008)

Die Haltestelle Völklinger Straße befindet sich in Unterbarmen, in der Nähe des Polizeipräsidiums und der Arbeitsagentur.
Die Schwebebahnstation Völklinger Straße ist eine von drei Stationen (die anderen beiden sind Landgericht und Werther Brücke), die originalgetreu wieder im Jugendstil aufgebaut wurden. Sie vertrat wie alle Barmer Stationen (mit Ausnahme von Werther Brücke und Alter Markt) als Gegenentwurf zum Elberfelder Standard-Schwebebahnhof den Typus ohne Satteldach und nur mit Überdachung der Bahnsteige. Seit Umbau der Stationen Wupperfeld, Adlerbrücke und Loher Brücke ist sie neben der Station Landgericht der letzte verbliebene Vertreter dieser Art. Sie wurde von Herbst 2011 bis Mitte 2012 demontiert und formidentisch wieder aufgebaut.

## Schwebebahn
| Linie | Verlauf | Takt    |
| ----- | --- | ------- |
| 60    | Vohwinkel Schwebebahn – Bruch – Hammerstein – Sonnborner Straße – Zoo/Stadion – Varresbecker Straße – Westende – Pestalozzistraße – Robert-Daum-Platz – Ohligsmühle/Stadthalle – Hauptbahnhof – Kluse – Landgericht – Völklinger Straße – Loher Brücke – Adlerbrücke – Alter Markt – Werther Brücke – Wupperfeld – Oberbarmen Bf | 3–5 min |

## Umsteigemöglichkeit
| Linie | Verlauf | Takt                       |
| ----- | --- | -------------------------- |
| 611   | W-Katernberg, Birkenhöhe Schleife – W-Elberfeld, Robert-Daum-Platz – W-Elberfeld, Hauptbahnhof – W-Unterbarmen, Völklinger Straße – W-Barmen Bahnhof – W-Heckinghausen, Lenneper Straße                                          | 20 min (NVZ, Sa+So 30 min) |
| NE5   | W-Elberfeld, Hauptbahnhof – W-Unterbarmen, Friedhof – W-Barmen – W-Heckinghausen – W-Langerfeld, Markt – W-Nächstebreck – W-Oberbarmen Bahnhof – W-Barmen Bahnhof – W-Unterbarmen, Völklinger Straße – W-Elberfeld, Hauptbahnhof | 60 min (nur Sa–So Nacht)   |